# Чернинг, Андреас

Обложка книги Чернинга «Deutscher Lyriker»

Андреас Чернинг (нем. Andreas Tscherning; 18 ноября 1611, Бунцлау (теперь Болеславец, Польша) — 27 сентября 1659, Росток) — немецкий поэт, переводчик, теоретик литературы, педагог. Доктор философии (1644).

## Биография
Образование получил в Бреслау с 1631 по 1635 год. Получив стипендию родного города, с 1635 по 1636 год изучал филологию и философию в Ростокском университете. Затем зарабатывал на жизнь частным репетитором в Бреслау. 
В 1641 году сделал первый немецкий перевод арабской поэмы с «Изречениями Али» («Centuria Proverbiorum Alis Imperatoris Muslemici distichis Latino-Germanicis expressa ab Andrea Tscherningio Cum Notis brevioribus»). Позже вернулся в Росток, где завершил обучение со степенью магистра и с 1644 года стал профессором поэзии альма-матер.
Автор стихов и духовных текстов, в том числе «Немецкая весна стихов» 1642 года и «Vortrab des Sommers deutscher Geichte» 1655 года, которые принесли ему титул «Немецкого Горация». Его поэтика «Непредсказуемые опасения по поводу ряда злоупотреблений в немецкой письменности и языке, особенно в дворянской поэзии» 1659 года имела длительное влияние. Некоторые из его стихов попали в сборники гимнов протестантской церкви.
Последователь и подражатель М. Опица.